# Jacques Duquesne
Jacques Duquesne   (Marcinelle, 22 d'abril de 1940 - Marcinelle, 8 de desembre de 2023) va ser un porter de futbol belga. Va formar part de la Selecció de futbol de Bèlgica a la Copa del Món de 1970 però no disputà cap partit.